# Daniel Cargnin
Daniel Cargnin (20 dicembre 1997) è un judoka brasiliano.

## Biografia
Si è laureato vicecampione continentale ai Giochi panamericani di Lima 2019, dove è rimasto sconfitto contro il dominicano Wander Mateo nella finale del torneo dei -66 chilogrammi.
Ha rappresentato il Brasile ai Giochi olimpici estivi di Tokyo 2020, vincendo la medaglia di bronzo nei 66 chilogrammi.

## Palmarès
- Giochi olimpici

Tokyo 2020: bronzo nei -66 kg;
Parigi 2024: bronzo nella gara a squadre.
- Mondiali

Tashkent 2022: bronzo nei -73 kg.
Budapest 2025: argento nei -73 kg.
- Giochi panamericani

Lima 2019: argento nei -66 kg;
- Campionati panamericani

Panama 2017: argento nei -66 kg;
San José 2018: argento nei -66 kg;
Lima 2019: oro nei -66 kg;
Guadalajara 2020: oro nei -66 kg;